# Seminyak
Seminyak is een plaats op het Indonesische eiland Bali in de gelijknamige provincie. De plaats ligt ten noorden van Kuta.

## Galerij

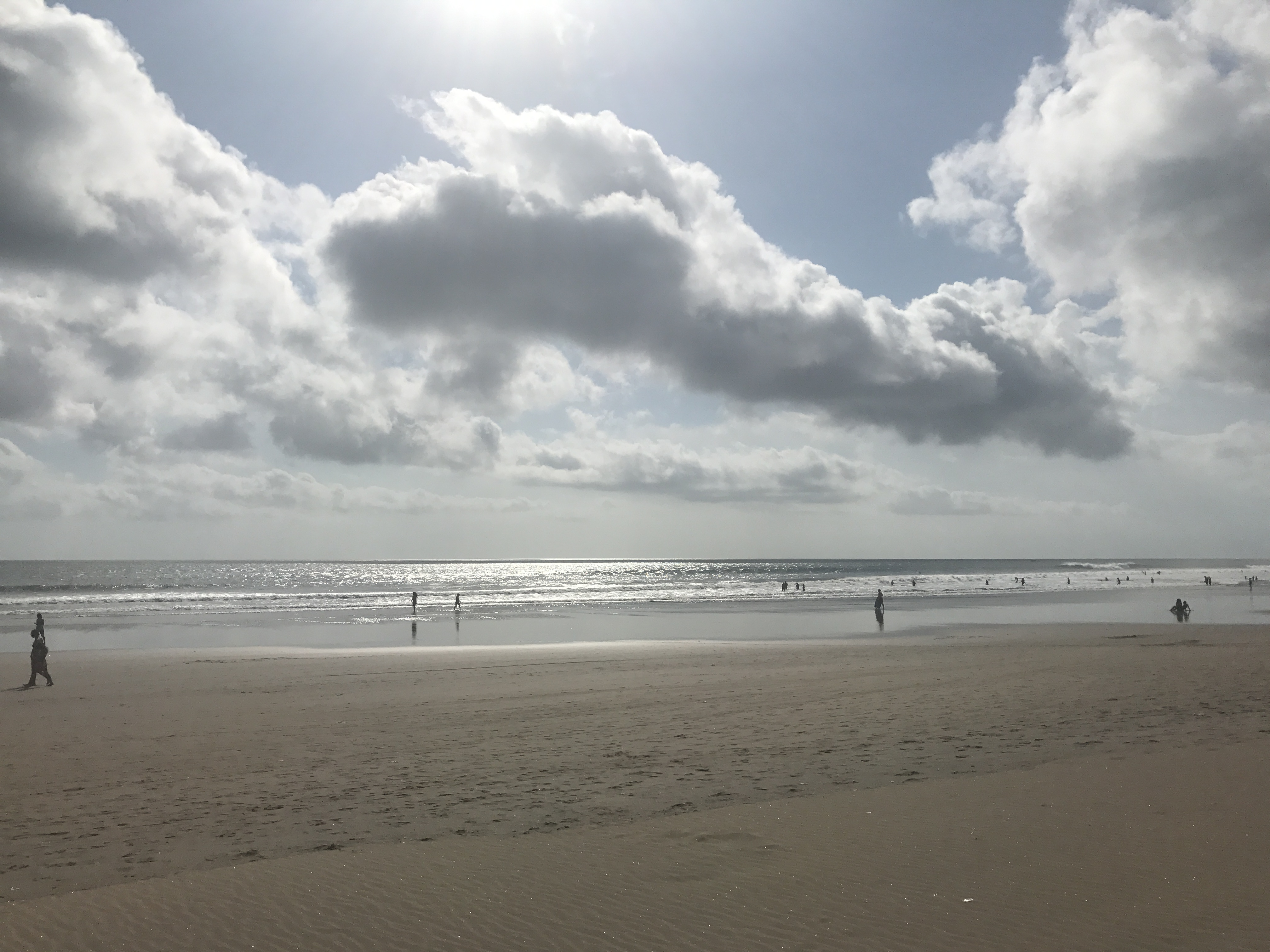
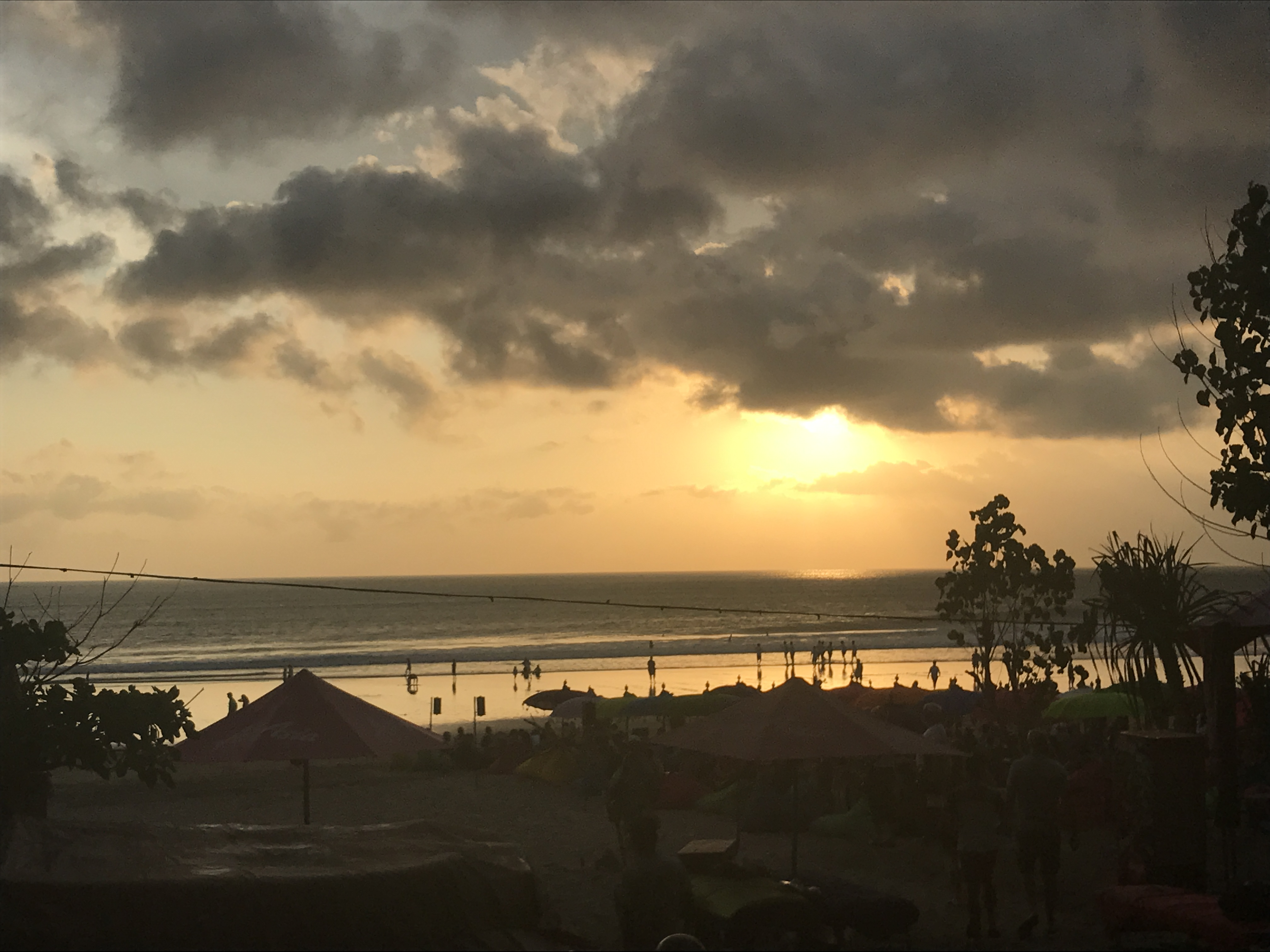
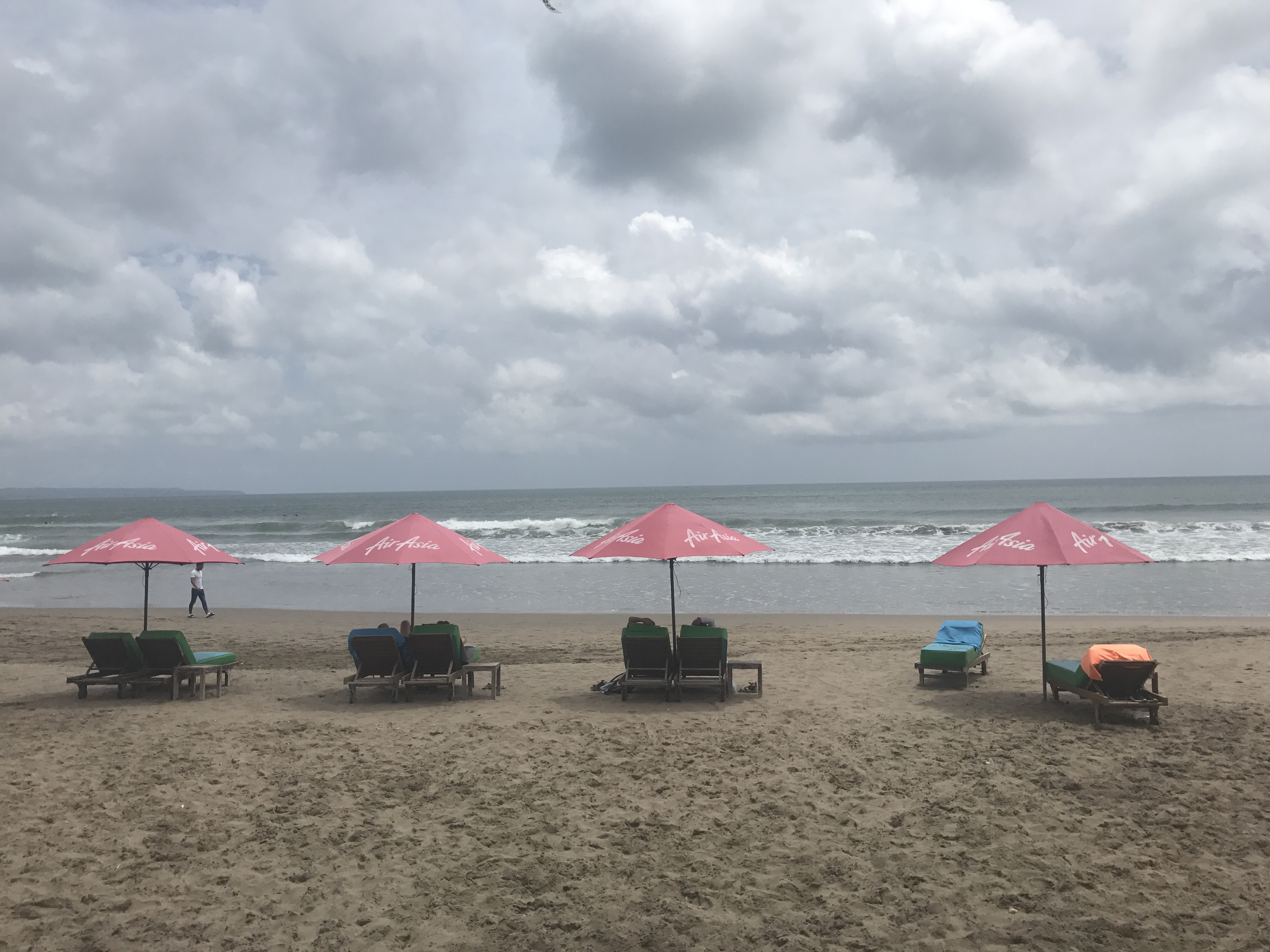